# Crisip (deixeble d'Erasístrat)
Crisip (Chrysippus) fou un escriptor grec deixeble d'Erisístrat, segons Diògenes Laerci. Va viure al segle iii aC. Smith atribueix l'autoria, encara que amb reserves, l'autoria de l'obra "De Brassica" (sobre les cols), esmentada per Plini i Valerià.